# Какун Андрій Павлович
Какун Андрій Павлович («Грек», «Чабан», «Ярема»; 1912, с. Липівка, Рогатинський район Івано-Франківська область – 24 листопада 1946, між селами Яглуш та Мельна, Рогатинський район, Івано-Франківська область) – український повстанець,  керівник Перемишлянського надрайонного проводу ОУН, Лицар Бронзового Хреста Бойової заслуги УПА.

## Життєпис
Андрій Какун народився 1912 року у селі Фирліїв (тепер – Липівка) Рогатинського району Івано-Франківської області. Член ОУН з початку 1930-х років, був засновником осередку організації в рідному селі. У травні 1941 року батьки і дружина Андрія були депортовані в Казахстан, де його батько помер.  
1943 року Андрій Какун очолив Перемишлянський повітовий (надрайонний) провід ОУН. Восени 1943 року на Перемишлянщині почали створюватися збройні відділи ОУН, цьому сприяв прихід в регіон сотні УПА “Сіроманці”, в якій проходив вишкіл Андрій Какун («Грек»). У вересні 1944 року підпілля Перемишлянщини на чолі з А. Какуном взяло участь у бою під Уневом у складі сотні "Сіроманці". Станом на 1946 рік під керівництвом Андрія Какуна у Перемишлянському повіті діяло близько 100 підпільників. 
18 червня 1945 року «Грек» врятувався із криївки у рідному селі під час облави НКВС, в якій загинули п’ять повстанців. 24 листопада 1946 року під час великої облави внутрішніх військ МВС на стику Рогатинського, Перемишлянського, Поморянського і Бережанського районів був блокований бункер між селами Яглуш і Мельна Рогатинського району. Після того як повстанці відкинули пропозицію здатись у криївку був запущений отруйний газ. Разом із Андрієм Какуном загинуло ще шість підпільників: господарчий референт “Залізняк”, надрайонна медсестра Катерина Вовк (“Мрія”) та його зв'язковий. Імена інших вбитих залишилися невідомі. Невдовзі перед загибеллю отримав призначення на пост заступника керівника Рогатинського окружного проводу ОУН, однак до виконання обов’язків не встиг приступити.

## Нагороди
- Згідно з Наказом Головного військового штабу УПА ч. 1/51 від 25.07.1951 р. керівник Перемишлянського надрайонного проводу ОУН Андрій Какун – «Грек» нагороджений Бронзовим хрестом заслуги УПА..

## Вшанування пам'яті
- 3.10.2019 р. від імені Координаційної ради з вшанування пам’яті нагороджених Лицарів ОУН і УПА м. Рогатин Івано-Франківської обл. Бронзовий хрест заслуги УПА (№ 069) переданий Роману Кривню, племіннику Андрія Какуна – «Грека»[3].